# Johann Paul von Falkenstein

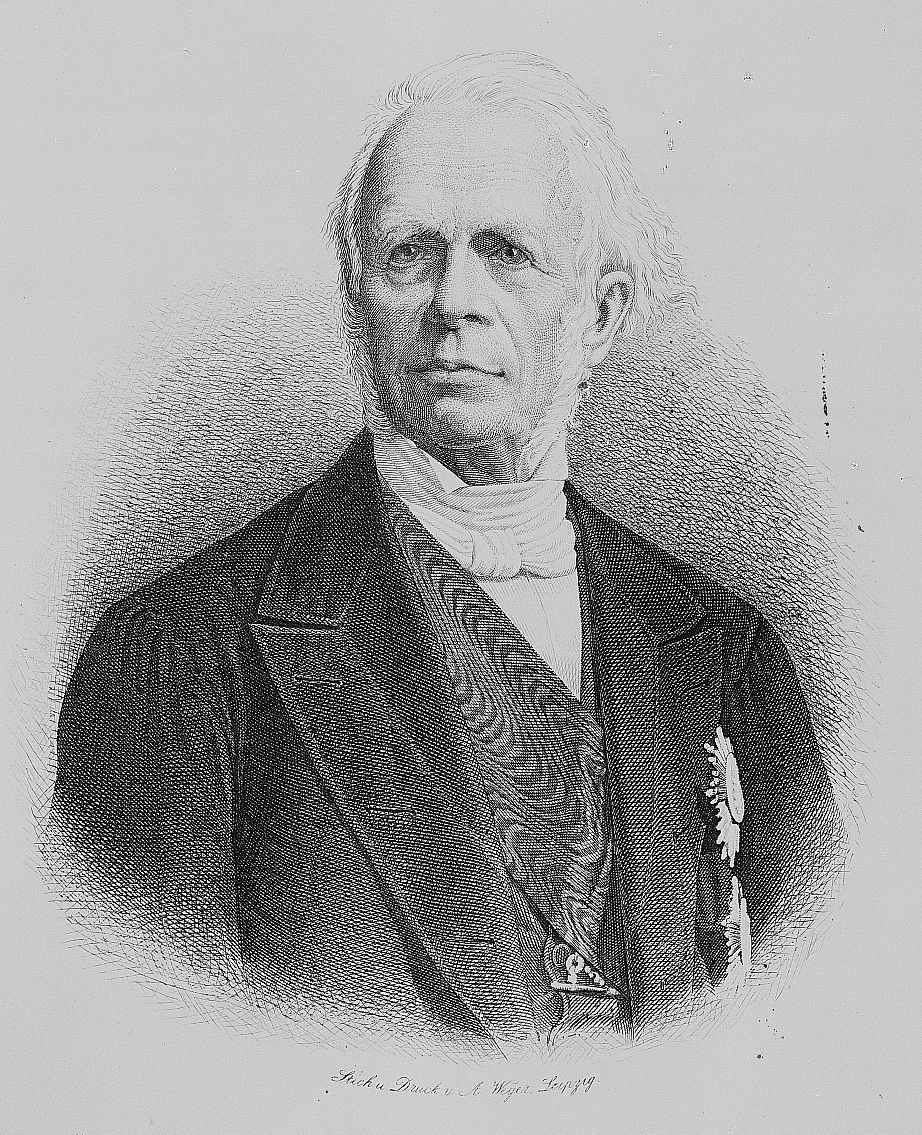
Johann Paul Freiherr von Falkenstein (um 1880)

Johann Paul Freiherr von Falkenstein (* 15. Juni 1801 in Pegau; † 14. Januar 1882 in Dresden) war ein deutscher Jurist, sächsischer Verwaltungsbeamter und konservativer Politiker. Er war von 1853 bis 1871 Kultusminister sowie von 1866 bis 1871 Vorsitzender des Gesamtministeriums (Regierungschef) des Königreichs Sachsen. Falkenstein machte sich besonders um die Universität Leipzig und die evangelische Landeskirche verdient.

## Herkunft und Ausbildung
Er war der Sohn des späteren sächsischen Majors Heinrich Gottlob Peter von Falkenstein aus dem gleichnamigen vogtländischen Adelsgeschlecht. Seine Mutter entstammte einer bürgerlichen Beamtenfamilie. Die Kindheit war schwierig, da die Ehe der Eltern bald nach seiner Geburt geschieden wurde. Johann Paul wuchs bei einem Verwandten (ein v. Witzleben) auf. Ab 1814 besuchte er die Klosterschule Roßleben, die er 1819 als Klassenbester und Primus Omnium verließ. Ab 1819 studierte Falkenstein in Leipzig Jura. Nach dem Examen wurde er 1822 Assessor beim Kreisamt (etwa Referendar im Regierungspräsidium) und beim Stadtgericht Leipzig. Da er nach dem Tod seines Pflegevaters weitgehend mittellos war, habilitierte er 1823 und wurde Privatdozent, um von den Hörergeldern zu leben.

## Karriere in der inneren Verwaltung
Begünstigt vom Kanzler der Landesregierung in Dresden, dem Freiherrn von Werthern, erhielt Falkenstein 1823 eine Stellung als Rat im Leipziger Oberhofgericht. Er setzte seine wissenschaftliche Tätigkeit fort und verkehrte in den besten Familien der Stadt. 1827 wurde Falkenstein als Hof- und Justizrat in die Landesregierung (eine Mittelbehörde für Justiz und Verwaltung) nach Dresden berufen. Das erlaubte ihm, sich 1829 mit Constanze Gruner (aus einem Geschlecht Leipziger Juristen und Kaufleute) zu verehelichen. Mit ihr hatte er zwei Töchter.
Nach der Staatsreform von 1830/31 wechselte Falkenstein 1834 als Geheimer Regierungsrat in das neugeschaffene Innenministerium, dort bereitete er die Landgemeindeordnung vor. Schon im folgenden Jahr wurde Falkenstein Kreisdirektor (Regierungspräsident) in Leipzig. Zugleich war er Regierungskommissar für die Universität Leipzig, die er nach Kräften förderte. 1837 wurde er Ehrendoktor der Universität. Er regte die Gründung der Königlich Sächsischen Gesellschaft der Wissenschaften an (jetzt Sächsische Akademie der Wissenschaften), zu deren Ehrenmitglied er am 31. Oktober 1853 gewählt wurde. Als Kreisdirektor baute er die 1835 (in ganz Sachsen neu geschaffene) Verwaltungsstruktur auf. Er machte sich um die Leipzig-Dresdner Eisenbahn und die Bayrische Bahn (nach Hof) verdient.

## Politik für Kirche und Bildungswesen
1844 wurde Falkenstein zum Innenminister des Königreichs Sachsen ernannt. Dabei hatte er sich mit den vormärzlichen Unruhen und Bewegungen in Sachsen zu befassen (Liberalismus, Deutschkatholizismus). Dadurch wurde er, obgleich Reformen nicht feindlich gesinnt, zu einem Symbol für die intransigente Politik der Staatsregierung in Dresden. 1848 musste er als erster aller Minister zurücktreten. Er zog sich auf seinen Landsitz Frohburg zurück und arbeitete wissenschaftlich. Nach dem Scheitern der Revolution im Dresdner Maiaufstand von 1849 wurde Falkenstein 1850 Präsident des Landeskonsistoriums. Diese geistliche Mittelbehörde war damals für die wissenschaftlichen Prüfungen der Geistlichen und Schullehrer zuständig.
1853 wurde Falkenstein auf den Wunsch König Friedrich Augusts II. als Nachfolger Friedrich Ferdinand von Beusts Kultusminister. Als Vorstand des Ministeriums des Cultus und öffentlichen Unterrichts war er für die Kirchen und das gesamte Bildungswesen zuständig. Er verfolgte eine Linie, die weniger auf Repression setzte, dagegen mehr die traditionellen Kräfte in Kirche und Schule stärken wollte. Daher bemühte er sich, der faktisch in Staatshand befindlichen Landeskirche eigene Organe zu geben. So wurden in der Kirchenvorstands- und Synodalordnung von 1868 Kirchenvorstände und eine Landessynode geschaffen. Außerdem wurden wieder Kirchenvisitationen durchgeführt. Auch um das Bildungswesen machte er sich verdient. 1860 wurde das erste Regulativ über die Realschulen erlassen. 1857 und 1866 erhielten die Lehrerseminare neue Ordnungen, ab 1865 wurden gute Volksschullehrer zum Universitätsstudium zugelassen. Die Universität Leipzig wurde stark ausgebaut. Minister Falkenstein führte die Berufungsverhandlungen mit den in Aussicht genommenen Professoren meistens selbst. Die Gründung des Sächsischen Altertumsvereins und des Neuen Archivs für Sächsische Geschichte gehen ebenfalls auf ihn zurück.
Ein enges Verhältnis verband Falkenstein mit König Johann von Sachsen. Daher übertrug ihm dieser 1866 auch den Vorsitz im Gesamtministerium, nachdem Beust mit seiner Außenpolitik an Otto von Bismarck gescheitert war. Als Gesamtleiter der sächsischen Politik versuchte er, bei der Eingliederung Sachsens in den Norddeutschen Bund so viel wie möglich von Sachsens Selbständigkeit zu bewahren. Die Reichseinigung unter Bismarcks Führung führte zu einem national-liberalen Stimmungshoch und damit zu einer liberalen Mehrheit in der II. Kammer des sächsischen Landtags. Falkenstein scheiterte daher mit seinen Vorstellungen über eine Reform des Volksschulwesens. Eine starke Stellung der lutherischen Landeskirche in der Volksschule ließ sich in der Atmosphäre des Kulturkampfes, der sich in Sachsen auch gegen die lutherische Landeskirche richtete, nicht durchsetzen.
Falkenstein, dessen Amtsführung sich auch zunehmend Lustlosigkeit und Inkonsequenz vorwerfen lassen musste, reichte deshalb 1871 seine Demission ein. Sein Nachfolger als Kultusminister wurde Carl Friedrich von Gerber. Falkenstein wurde zum Minister des königlichen Hauses ernannt und hatte dieses Amt bis zu seinem Tode inne. Zugleich war er auf den Landtagen von 1873/74 bis 1879/80 als vom König ernanntes Mitglied Abgeordneter der I. Kammer des Sächsischen Landtags. Er veröffentlichte eine Lebensbeschreibung König Johanns. Sie ist Teil seiner langjährigen Bemühungen, Sachsen als eine kulturelle Großmacht gegenüber den anderen deutschen Mächten zu profilieren.

## Werke
- (ANONYM) Über die „Richtungen“ in der evangelisch-lutherischen Kirche Sachsens. Von einem Staatsbeamten, in: Protestantische Monatsblätter für innere Zeitgeschichte. Historische, religiose und ethisch-sociale Studien der Gegenwart; Juli bis December 1857, Zehnter Band (1857), Hrsg. Heinrich Gelzer, Justus Perthes, Gotha 1857, S. 141–152 (Darstellung von Falkensteins kirchenpolitischem Programm). Reprint, Forgotten Books, London 2017. ISBN 978-0-243-24680-9.
- FALKENSTEIN, Johann Paul Freiherr von: Johann König von Sachsen. Ein Charakterbild, Wilhelm Baensch, Dresden 1879. (Als Volksausgabe deklariert).
- PETZHOLDT, Julius (Hrsg.): Dr. Johann Paul Freiherr v. Falkenstein. Sein Leben und Wirken nach seinen eigenen Aufzeichnungen, Dresden 1882 (angeblich unveränderter Abdruck seiner Memoiren).